# Sanana
Sanana (indonez. Pulau Sanana lub Sulabesi) – wyspa w Indonezji pomiędzy morzem Banda i morzem Seram; należy do wysp Sula; powierzchnia 557,8 km², długość linii brzegowej 136,7 km; ok. 20 tys. mieszkańców. 
Od północy cieśnina Mangole oddziela ją od wyspy Mangole; powierzchnia wyżynna (wys. do 695 m n.p.m.). Uprawa ryżu, kukurydzy, palmy kokosowej, sagowca, trzciny cukrowej, tytoniu szlachetnego; rybołówstwo; złoża węgla kamiennego; główne miasto Sanana.